# Vätternkyrkan
Vätternkyrkan, tidigare Vadstena missionskyrka, är en kyrkobyggnad i Vadstena. Kyrkan tillhör Vadstena frikyrkoförsamling  som är dubbelansluten till Equmeniakyrkan och Evangeliska frikyrkan.

## Historik
Kyrkan bytte 1995 namn till Vätternkyrkan då Betania kapellet och Missionskyrkan i Vadstena slogs samma.

## Orgel
Den nuvarande orgeln byggdes 1981 av Modulorgel AB, Umeå. Orgeln är elektrisk och har en crescendosvällare. Alla stämmor utom Subbas 16' kan fritt disponeras på två manualer och pedal.
| Manual I      | Manual II     | Pedal         |
| Gedackt 8'    | Gedackt 8'    | Gedackt 8'    |
| Principal 4'  | Principal 4'  | Principal 4'  |
| Rörflöjt 4'   | Rörflöjt 4'   | Rörflöjt 4'   |
| Blockflöjt 2' | Blockflöjt 2' | Blockflöjt 2' |
| Kvint 1 1⁄3'  | Kvint 1 1⁄3'  | Kvint 1 1⁄3'  |
| Subbas 16'    |               | Subbas 16'    |